# نافالموراليجو
نافالموراليجو (بالإنجليزية: Navalmoralejo)‏ هي بلدية ومدينة في منطقة الحكم الذاتي كاستيا-لا مانتشا وتقع في مقاطعة طليطلة في وسط إسبانيا. تبلغ مساحة هذه المدينة 22 (كم²)، ويبلغ عدد سكانها 77 نسمة حسب إحصاء المعهد الوطني الإسباني سنة 2008 م.